# Pseudomyrmecinae
Pseudomyrmecinae is een onderfamilie van de familie mieren.

## Geslachten
(Indicatie van aantallen soorten per geslacht tussen haakjes)
- Myrcidris  (1)
- Pseudomyrmex  (131)
- Tetraponera  (89)